# Pont de la Coulouvrenière
Le pont de la Coulouvrenière est un pont routier et piétonnier sur le Rhône, situé dans le canton de Genève, en Suisse.

## Localisation
Le pont de la Coulouvrenière est le cinquième pont le plus en amont du Rhône après sa sortie du lac Léman. Ce pont est nommé ainsi en référence au champ de tir de la couleuvrine (petit canon) qui se tenait à proximité et qui a donné son nom à l'usine hydraulique de la Coulouvrenière (actuel bâtiment des Forces motrices) qui se trouve en contrebas du pont. 

## Histoire
Le projet d'un nouveau pont, en parallèle avec les premiers projets pour la réalisation du pont du Mont-Blanc, date de 1825 lorsque le gouvernement genevois approuve un projet de Guillaume Henri Dufour d'une passerelle suspendue pour piétons. Ce projet ne sera finalement pas réalisé faute de moyens.
La première version du pont, en métal, est réalisée entre 1856 et 1857. Trop cher à maintenir et surtout trop léger pour supporter le poids du tramway, il cède sa place, le 27 avril 1896, à une seconde version en béton et couvert de pierre de taille provenant de Saint-Imier prévu pour permettre le passage des tramways à vapeur qui font la liaison de la gare Cornavin au site de l'Exposition nationale.

Le pont de 1896, en 1910.

En 1970, le pont de la Coulouvrenière est élargi pour permettre la création de deux trottoirs de 3,70 mètres chacun. À cette occasion, la balustrade de granit soulignée par une corniche en marbre gris qui bordait le pont ainsi que les colonnes de 11 mètres en granit sont supprimées.
En 1995, le pont retrouve le tram lorsque la ligne 13, reliant la gare Cornavin et le Bachet-de-Pesay, est mise en service. En 2001, un escalier est ajouté au pont et permet de rejoindre directement la promenade des Lavandières.

## Données techniques
Le pont en béton est posé sur deux voûtes centrales de 40 mètres de large, chacune sur l'un des bras du Rhône et réunies par une pile centrale ouverte d'une arche permettant le passage de la promenade. Une arche supplémentaire, sur la rive droite, surplombe le quai du Seujet.
Ce pont est le second quant au trafic routier en ville de Genève après le pont du Mont-Blanc. En 2006, 37 500 véhicules ont ainsi emprunté le pont de la Coulouvrenière, ce qui constitue toutefois une forte diminution par rapport à 1990 où la valeur était montée à 63 000 véhicules.